# Distretto di Morsott
Il distretto di Morsott è un distretto della provincia di Tébessa, in Algeria, con capoluogo Morsott.